# КК Икарос
КК Икарос (грч. Ίκαρος) је грчки кошаркашки клуб из Халкиде. Тренутно се такмичи у Првој лиги Грчке.

## Историја
Клуб је основан 1991. године у Неа Смирнију где је играо до 2007. Након тога се сели у Калитеу. Освајили су другу лигу 2010. године и тако по први пут заиграли у првој лиги у сезони 2010/11. Клуб се 2013. године преселио у Халкиду.

## Успеси
- Друга лига Грчке:
  - Победник (1): 2010.

## Познатији играчи
- Саша Васиљевић